# Théâtre Fontaine
Pour les articles homonymes, voir Théâtre Fontaine (homonymie).
Le Théâtre Fontaine est une salle de spectacle parisienne située 10, rue Pierre-Fontaine dans le 9e arrondissement.

## Historique

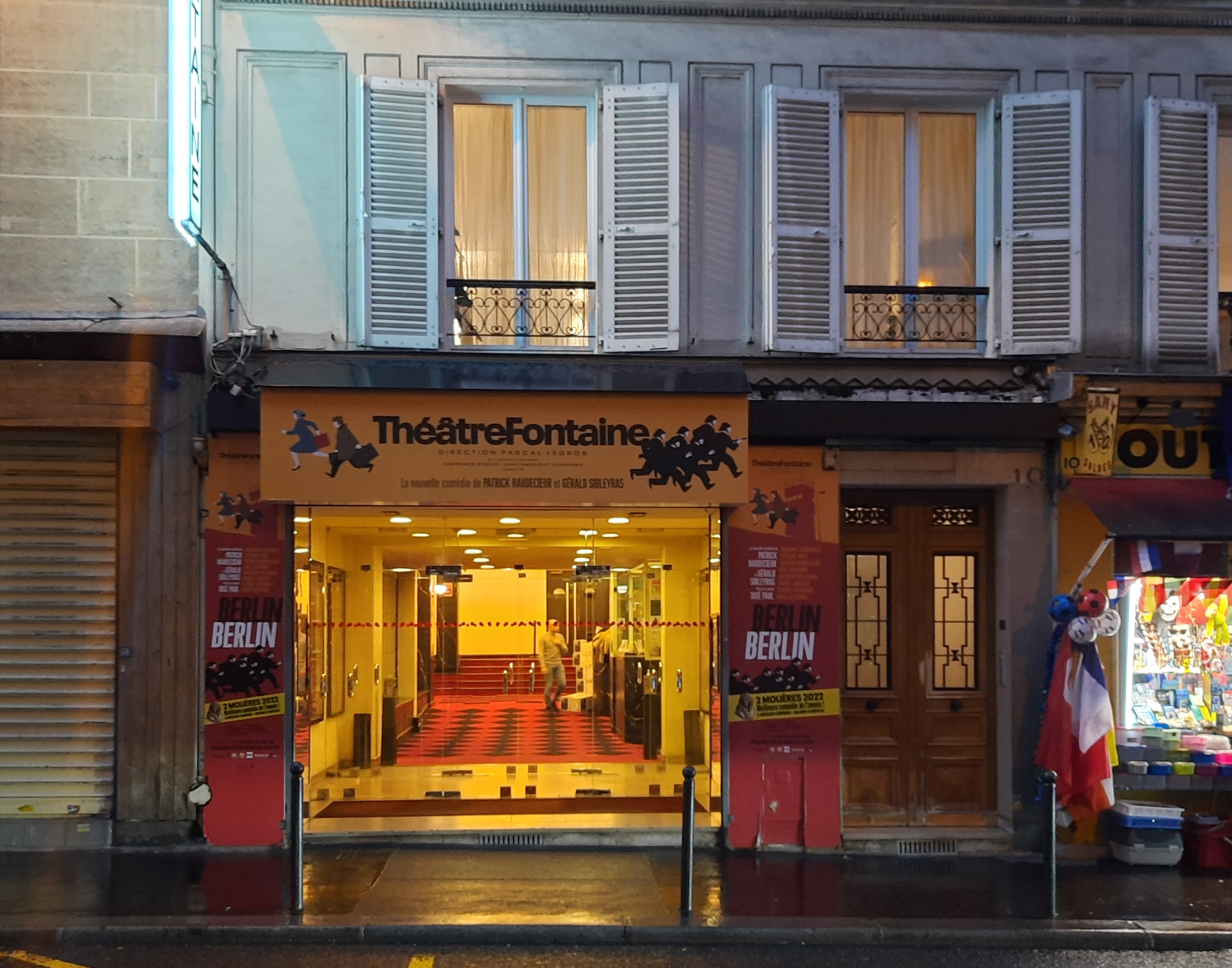
Théâtre Fontaine en 2022

Un premier Théâtre Fontaine avait été en activité de 1923 à 1940 au 25 de la même rue (aujourd'hui le cabaret La Nouvelle Ève).
En 1951, Jean Richard et André Puglia s'associent pour reprendre un ancien cabaret, Le Chantilly, abandonné par ses propriétaires à la Libération en raison de ses activités de marché noir durant l'Occupation. Le lieu avait connu son heure de gloire dans les années 1930 sous le nom de Boîte à matelots et la direction de Léon Volterra. 
Une salle de 400 places est construite et inaugurée avec la pièce Popocatepelt réunissant Raymond Souplex, Louis de Funès, Roger Pierre, Jean-Marc Thibault. Le succès permet des travaux d'agrandissement portant la jauge à 630 places.
Depuis, sa programmation reste essentiellement consacrée à des spectacles et pièces de théâtre humoristiques et comiques. 
En 1971, la chanteuse Patachou succède à André Puglia le temps d'une saison, avant de céder la salle à René Dupuy En 1985, Marie-Claire Valène prend les rênes du théâtre, remplacée en 1995 par François Chantenay. À partir de 1998, Dominique Deschamps en assure la direction. Après lui, c'est Pascal Legros qui dirige le théâtre. 
Pierre Palmade y créé sa nouvelle pièce de théâtre Le Comique le 9 octobre 2008.
La compagnie Colette Roumanoff (dirigée par la mère d’Anne Roumanoff) y est en résidence depuis 1999, jouant les classiques (Molière, Beaumarchais…) ainsi que des spectacles et contes pour enfants.
En 2010, 50 théâtres privés de Paris réunis au sein de l’Association pour le soutien du théâtre privé (ASTP) et du Syndicat national des directeurs et tourneurs du théâtre privé (SNDTP), dont fait partie le Théâtre Fontaine, décident de se renforcer grâce à une nouvelle enseigne, symbole du modèle historique du théâtre privé, les Théâtres parisiens associés.

## Répertoire

### Années 1950
- 1951 : Popocatepelt, spectacle burlesque
- 1952 : Tartampion de Frédéric Dard
- 1952 : Back Street de Michel Dulud, mise en scène Christian Gérard, 7 avril
- 1952 : Vice-versa de Louis Velle
- 1953 : Azouk d'Alexandre Rivemale, mise en scène Jean-Pierre Grenier, 12 décembre
- 1953 : L'Huitre et la Perle de William Saroyan, mise en scène Jean-Pierre Grenier, 12 décembre
- 1954 : Responsabilité limitée de Robert Hossein, mise en scène Jean-Pierre Grenier, 11 octobre
- 1954 : L’Amour des quatre colonels de Peter Ustinov, adaptation Marc-Gilbert Sauvajon, mise en scène Jean-Pierre Grenier, 22 décembre (reprise en 1959)
- 1954 : Les Pas perdus d'Alexandre Breffort,
- 1957 : Les Pas perdus de Pierre Gascar, mise en scène Jacques Mauclair, 23 novembre
- 1959 : La Copie de Mme Aupic d'après Gian-Carlo Menotti, adaptation Albert Husson, mise en scène Daniel Ceccaldi, 23 février
- 1959 : Mascarin de José-André Lacour, mise en scène Jean Négroni, 5 octobre
- 1959 : Mousseline de Louis Velle, mise en scène de l'auteur, 25 novembre

### Années 1960
- 1960 : Le Mobile d'Alexandre Rivemale, mise en scène Jean-Pierre Grenier, 16 novembre
- 1961 : La Dame et l’Écureuil de Robert Collon, mise en scène André Puglia, 3 octobre
- 1961 : Les Pupitres de Raymond Devos, mise en scène de l'auteur, 28 novembre
- 1963 : Sacré Léonard de Michel Serrault et Jean Poiret, mise en scène André Puglia, 30 janvier
- 1964 : Les escargots meurent debout de Francis Blanche, mise en scène Jean Le Poulain, 16 septembre
- 1966 : Opération Lagrelèche de Jean Poiret et Michel Serrault, 15 décembre
- 1969 : Cash-Cash d'Alistair Foot et Anthony Marriott, mise scène Michel Vocoret, 23 décembre

### Années 1970
- 1971 : Pauvre France de Sam Bobrick et Ron Clark, adaptation Jean Cau, mise en scène Michel Roux,
- 1972 : Le Roi des cons de Georges Wolinski, mise en scène René Dupuy,
- 1973 : La Purée de Jean-Claude Eger, mise scène Robert Manuel, 21 avril
- 1973 : L'Honneur des Cipolino de Jean-Jacques Bricaire et Maurice Lasaygues, mise en scène Michel Roux, 7 septembre
- 1974 : Les Jeux de la nuit d'après Frank D. Gilroy, mise scène Andréas Voutsinás, 16 septembre
- 1975 : La Sirène de l'oncle Sam de Neil Simon, adaptation Marcel Moussy, mise scène Emilio Bruzzo, 5 décembre
- 1976 : Comme avant de John Mortimer, mise en scène Andréas Voutsinás, 10 septembre
- 1977 : 1915 de Jean-Jacques Varoujean, mise en scène Jean-Marie Lehec et François Michaux, 24 octobre
- 1978 : Y'a des jours comme ça... de Serge Ganzl, Georges Beller et Philippe Ogouz, mise en scène Jean Bouchaud, 8 avril
- 1979 : Troïlus et Cressida de William Shakespeare, mise en scène René Dupuy, 24 septembre
- 1979 : Un étrange après-midi de Andonis Doriadis, mise en scène Pierre Vielhescaze, 6 novembre

### Années 1980
- 1980 : Essayez donc nos pédalos d'Alain Marcel, mise en scène de l'auteur, 24 septembre
- 1981 : Je te dis Jeanne, c'est pas une vie la vie qu'on vit !,
- 1981 : La Tour de la Défense de Copi, mise en scène Claude Confortès, 27 octobre
- 1982 : Hommage à Koudechapo de Luis Rego
- 1982 : Lili Lamont d'Arthur Whithney, adaptation José-André Lacour, mise en scène René Dupuy,
- 1983 : Vive les femmes ! de Jean-Marc Reiser, mise en scène Claude Confortès, 11 janvier
- 1983 : Le Frigo de Copi, mise en scène de l'auteur, 7 octobre
- 1983 : Don Diègue contre Super 8 conception Jacques Bellay et Henri Gruvman, 15 novembre
- 1983 : Batailles de Jean-Michel Ribes et Roland Topor, mise en scène Jean-Michel Ribes,
- 1983 : La Malibran de Jacques Josselin, mise en scène Philippe Rondest,
- 1984 : Triple Mixte de Fanny Joly et Alfred Genou
- 1984 : Les Aventures de Dieu de François Cavanna, mise en scène Jacques Échantillon, 17 avril
- 1984 : Games de Philippe Fretun, Jean-Claude Leguay et Ged Marlon, 28 novembre
- 1986 : Gin Game de Donald L. Coburn, mise en scène Jean Mercure, 14 janvier
- 1986 : Les Vieilles Dames de Jacques Faizant
- 1986 : Une femme Camille Claudel d'Anne Delbée et Jeanne Fayard, mise en scène Anne Delbée, 24 avril
- 1987 : Un beau salaud de Pierre Chesnot, mise en scène Jean-Luc Moreau,
- 1988 : Concours de circonstances de Pauline Daumale, mise en scène Christian Bujeau, 24 juin
- 1988 : Quelle famille ! de Francis Joffo, mise en scène de l'auteur, 28 octobre

### Années 1990
- 1990 : Le Clan des veuves de Ginette Garcin, mise en scène François Guérin, 20 septembre
- 1990 : Un suédois ou rien de Laurence Jyl, mise en scène Jean-Luc Moreau,
- 1994 : Une fille entre nous d'Éric Assous, mise en scène Bernard Menez, 30 juin
- 1995 : Le Bonheur des autres de Michael Frayn, mise en scène Jean-Luc Moreau, 14 mars
- 1996 : L'Affrontement de Bill C. Davis, adaptation Jean Piat, mise en scène Stéphane Hillel,
- 1997 : Descente aux plaisirs de Jean-Pierre Coffe, mise en scène Pierre Mondy, 27 septembre
- 1997 : De Sacha... à Guitry d'après l'œuvre de Sacha Guitry, mise en scène Jacques Mauclair, 8 novembre
- 1998 : Ma petite fille, mon amour de Jean-Claude Sussfeld, mise en scène Yves Le Moign', 25 février
- 1998 : Flip ! de Tom Rooney, mise en scène Roger Mirmont, 15 septembre
- 1998 : Tout contre de Patrick Marber, adaptation Pierre Laville, mise en scène Patrice Kerbrat, 22 décembre
- 1999 : Les Nouvelles Brèves de comptoir de Jean-Marie Gourio, mise en scène Jean-Michel Ribes, 14 septembre
- 1999 : L'Avare de Molière, mise en scène Colette Roumanoff, 17 octobre (reprise en 2000, 2001, 2003, 2004, 2005, 2006, 2007, 2008, 2011)
- 1999 : Le Médecin malgré lui de Molière, mise en scène Colette Roumanoff, 1er novembre (reprise en 2001 à 2010)
- 1999 : Les Fourberies de Scapin de Molière, mise en scène Colette Roumanoff, 10 décembre (reprise de 2000 à 2010)

### Années 2000
- 2000 : L'École des femmes de Molière, mise en scène Colette Roumanoff, 31 janvier (reprise en 2001, 2002, 2004, 2006, 2007, 2008)
- 2000 : Le Mariage de Figaro de Beaumarchais, mise en scène Colette Roumanoff, 28 février (reprise en 2001, 2005, 2006, 2007, 2011)
- 2000 : Dom Juan de Molière, mise en scène Colette Roumanoff, 20 mars (reprise en 2002, 2003, 2005, 2006, 2008, 2009, 2011)
- 2000 : Les Monologues du vagin de Eve Ensler, mise en scène Tilly, 20 juin
- 2000 : Jeffrey Bernard est souffrant de Keith Waterhouse, adaptation Dominique Deschamps, Jacques Villeret, mise en scène Jean-Michel Ribes, 16 novembre
- 2001 : Les Copropriétaires de Gérard Darier, mise en scène de l'auteur, 25 mai
- 2001 : Cendrillon de Charles Perrault, mise en scène Colette Roumanoff, 27 octobre , (reprise en 2002, 2004, 2005, 2006, 2008, 2009)
- 2002 : La Griffe (A 71) de Claude d'Anna et Laure Bonin, mise en scène Annick Blancheteau, 29 janvier
- 2002 : Peau d'âne de Charles Perrault, mise en scène Colette Roumanoff, 30 janvier (reprise en 2003, 2004, 2006)
- 2002 : Le Bourgeois gentilhomme de Molière, mise en scène Colette Roumanoff, 6 avril (reprise en 2003, 2005, 2006, 2007, 2008, 2009, 2010)
- 2002 : Un vrai bonheur de Didier Caron, mise en scène de l'auteur, 9 juillet
- 2002 : État critique de Michel Lengliney, mise en scène Éric Civanyan, 15 octobre
- 2003 : On tire bien sur les lapins de Gérard Pinter, mise en scène de l'auteur, 12 juin
- 2003 : La Vie sexuelle de Catherine M. d'après Catherine Millet, mise en scène Jacques Malaterre, 8 octobre
- 2003 : Plus belle que toi (Blanche-Neige au Farwest) de Jérôme Lemonnier, Robert Richemont, Colette Roumanoff, 22 décembre (reprise en 2005, 2006, 2007)
- 2004 : Qu'est-ce que sexe ? d'après la pièce Talking Cock de Richard Herring, mise en scène Gérard Moulevrier, 20 janvier
- 2004 : Petit déjeuner compris de Christine Reverho, mise en scène Annick Blancheteau, 4 juin
- 2004 : Le Refus de la gravité d'Avner Eisenberg, 6 octobre
- 2004 : Écrits d'amour de Claude Bourgeyx, mise en scène Bastien Duval, 15 octobre
- 2005 : Les Vérités vraies de Didier Caron, mise en scène de l'auteur, 14 janvier
- 2005 : Wolfi le petit Mozart de Brigitte Bladou, mise en scène de l'auteur, 24 avril
- 2005 : Dim Dam Doum et le Petit Roi de Katherine Roumanoff, mise en scène Colette Roumanoff, 18 mai (reprise en 2006, 2007, 2008, 2011)
- 2005 : 1, 2, 3 sardines de Sylvie Audcoeur, mise en scène Jean-Luc Moreau, 2 juin
- 2005 : Le Butin de Joe Orton, mise en scène Marion Bierry, (7 octobre 2005 au 25 février 2006).
- 2006 : Le Malade imaginaire de Molière, mise en scène Colette Roumanoff, 20 février (reprise en 2007, 2008, 2009, 2010)
- 2006 : La Sœur du grec d'Éric Delcourt, mise en scène Jean-Luc Moreau, 17 mars
- 2006 : Arrête de pleurer Pénélope 2 de Juliette Arnaud, Christine Anglio et Corinne Puget, mise en scène Michèle Bernier, 19 septembre
- 2006 : Imagine-toi de Julien Cottereau, Erwan Daouphars, Grégory Rouault, mise en scène Erwan Daouphars, 25 septembre
- 2007 : Le Petit Chaperon rouge de Charles Perrault, mise en scène Colette Roumanoff, 25 mars (reprise en 2008, 2009, 2010)
- 2007 : La Conversion de la cigogne de Trinidad Garcia, mise en scène de l'auteur, 23 avril
- 2007 : Tartuffe ou l'Imposteur de Molière, mise en scène Colette Roumanoff, 13 mai (reprise en 2008, 2010, 2011)
- 2007 : Dim Dam Doum 2 de Katherine Roumanoff, mise en scène Colette Roumanoff, 14 novembre (reprise en 2008, 2010, 2011)
- 2008 : Opération Cousine de Gérard Pinter, mise en scène Dominique Deschamps, Gérard Pinter, 15 janvier
- 2008 : Hamlet de William Shakespeare, mise en scène Colette Roumanoff, 6 avril (reprise en 2009)
- 2008 : Hors-piste d'Éric Delcourt, mise en scène Éric Delcourt et Dominique Deschamps, 2 mai (reprise en 2009)
- 2008 : Le Comique de Pierre Palmade, mise en scène Alex Lutz, 9 octobre
- 2009 : Échauffements climatiques d'Olivier Yéni, Sylvie Audcoeur, mise en scène Xavier Letourneur, 13 mai
- 2009 : Le Cid de Corneille, mise en scène Colette Roumanoff, 20 décembre (reprise en 2010)

### Années 2010
- 2010 : Thé à la menthe ou t'es citron ? de Patrick Haudecœur et Danielle Navarro-Haudecœur, mise en scène Patrick Haudecœur, 12 janvier (reprise en 2011)
- 2010 : Dim Dam Doum 3 : L'Anniversaire de Jérôme Lemonnier et Katherine Roumanoff, mise en scène Colette Roumanoff, 14 mars
- 2011 : Hors-piste aux Maldives d'Éric Delcourt, mise en scène Éric Delcourt et Dominique Deschamps, 20 janvier (nouvelle version).
- 2019 : Silence, on tourne ! de Patrick Haudecœur et Gérald Sibleyras, mise en scène Patrick Haudecœur, avec Patrick Haudecœur, Véronique Barrault, Stéphane Roux, Gérald Sibleyras, Isabelle Spade et Philippe Uchan.
- 2019 : Plus haut que le ciel de Florence et Julien Lefebvre, mise en scène par Jean-Laurent Silvi, avec Jean Franco, Margaux Van Den Plas, Frédéric Imberty, Thomas Ronzeau, Axel Blind, Nicolas Le Guen et Héloïse Wagner.

### Années 2020
- 2020 : J'ai envie de toi de Sébastien Castro, mise en scène par José Paul, avec Sébastien Castro, Maud Le Guénédal, Guillaume Clérice, Julia Gallaux et Alexandre Jérôme.
- 2021 : Dans la cour des grands de Henry Lewis, Jonathan Sayer et Henry Shields, adaptation française de Gwen Aduh et Miren Pradier, mise en scène par Gwen Aduh, avec Gwen Aduh, Morgane Bontemps ou Lula Hugot, Aurélie de Cazanove, Sébastien Chartier, Atmen Kelif, Miren Pradier et Rodolphe Sand.
- 2021 : Espèces Menacées de Ray Cooney, adaptation française de Michel Blanc, Gérard Jugnot et Stewart Vaughan, mise en scène par Arthur Jugnot, avec Laurent Ournac, Thierry Heckendorn, Arnaud Gidoin
- 2022 : Berlin Berlin de Patrick Haudecœur et Gérald Sibleyras, mise en scène par José Paul, avec Patrick Haudecœur, Anne Charrier, Maxime D'Aboville, Loïc Legendre, Guilhem Pellegrin, Marie Lanchas, Claude Guyonnet et Gino Lazzerini.
- 2024 : Mon Jour de chance de Patrick Haudecœur et Gérald Sibleyras, mise en scène par José Paul, avec Guillaume de Tonquédec, Loïc Legendre, Lysiane Meis, Jean Franco, Caroline Maillard[3].